# Gheorghe Alexianu
Gheorghe Alexianu (Străoane, 1º gennaio 1897 – Jilava, 1º giugno 1946) è stato un funzionario e criminale di guerra rumeno.
Governatore della Transnistria dal 1941 al 1944, soprassedette le operazioni di sterminio contro ebrei e rom, condotte nella regione dalle truppe d'occupazione romene, che causarono la morte di decine di migliaia di persone.

## Biografia
Era il figlio maggiore di un pastore aromuno del Pindo fuggito in Valacchia per scampare alla campagna d'islamizzazione forzata voluta dalle autorità ottomane. Intraprese il corso di giurisprudenza presso l'Università di Bucarest nel 1915 tuttavia l'anno seguente, con l'ingresso della Romania nella prima guerra mondiale, si arruolò volontario nell'esercito rumeno. Due anni più tardi tornò agli studi completando poi la sua carriera universitaria. Dopo aver insegnato storia e filosofia in un liceo di Râmnicu Vâlcea, Alexianu tenne alcuni corsi magistrali presso l'Università di Bucarest, istituzione in cui nel 1925 conseguì la laurea magistrale in scienze legali. Due anni dopo vinse un posto come professore associato di diritto pubblico presso l'Università Re Carol I di Cernăuţi. 
Il 29 agosto 1938 fu nominato governatore reale del Ținutul Suceava. Dopo dopo fu incaricato dal governo rumeno di far entrare in vigore la nuova legislazione anti-ebraica. Alexianu aggiunse alle norme una serie di cavilli personali, come alcuni legati alle vendite delle proprietà dei cittadini romeni di religione ebraica. A causa della sua incapacità a risolvere i problemi sociali che attanagliavano la regione della Bucovina, fu rimosso dall'incarico il 31 gennaio 1939. Successivamente fu nominato governatore del Ținutul Bucegi.
Il 19 agosto 1941 Alexianu fu nominato governatore della Transnistria da Ion Antonescu. In qualità di rappresentante del governo romeno ordinò e supervisionò il massacro contro la popolazione ebraica di Odessa del 22-24 ottobre 1941, ordinato da Antonescu in persona in seguito ad un attentato che aveva fatto esplodere il quartier generale delle truppe rumene in città. In tre giorni furono fucilate ed impiccate per rappresaglia non meno di 25 000 persone, principalmente ebrei, accusati genericamente di essere "comunisti". Nelle settimane successive i soldati rumeni continuarono a seguire le direttive di Alexianu che ordinavano di catturare e uccidere il maggior numero di ebrei odessiti. Per aumentare la portata delle uccisioni le vittime furono persino rinchiuse in palazzi che venivano poi fatti esplodere o cosparse di benzina e bruciate vive mediante l'uso di lanciafiamme. 
Una volta conclusi i massacri Alexianu iniziò una campagna di massa d'identificazione e schedatura della popolazione ebraica odessita e transnistriana. A Odessa gli ebrei, che da quando era stata fondata la città non erano mai stati confinati in un quartiere specifico, furono fatti rinchiudere nel ghetto di Slobodka. 
Il 10 gennaio 1942 Alexianu fece applicare un'ordinanza ministeriale che ordinava la totale deportazione degli ebrei rimasti ad Odessa verso i distretti di Očakov e Berezovka, ai confini orientali della Transnistria. Con le temperature abbondantemente sotto lo zero, in migliaia perirono di stenti o finirono giustiziati dai soldati rumeni nell'impossibilità di procedere la marcia. Dopo un rigoroso rastrellamento durato mesi voluto da Alexianu, Odessa era de facto una città judenfrei. Una volta raggiunti i ghetti e i campi di concentramento della regione, come Bogdanovka, Berezovka (dove fu costruito un apposito orfanotrofio per i bambini ebrei) e Domanevka, i superstiti dovettero affrontare condizioni ambientali ancora peggiori di quelle avevano lasciato ad Odessa. Decimati dalle epidemie di tifo e dalla denutrizione, gli ebrei dovettero convivere anche con la costante minaccia delle esecuzioni sommarie perpetrate dai soldati rumeni e dai miliziani di etnia tedesca. Alexianu ordinò anche la deportazione di circa 25 000 rom, la metà dei quali venne assassinata. A fine 1942 fu insignito di un'onorificenza dal nunzio papale in Romania per il suo operato.
Il 26 gennaio 1944 fu rimosso dall'incarico e sostituito dal generale Gheorghe Potopeanu. Arrestato nell'agosto del 1944, Alexianu fu inviato a Mosca insieme ad Antonescu. Riconsegnato dai sovietici alle autorità rumene nell'aprile di due anni dopo, fu processato da un tribunale e riconosciuto colpevole di crimini di guerra, crimini contro la pace e crimini contro l'umanità. Condannato alla pena capitale, fu giustiziato nel 1946 nella prigione di Jilava.